# Ефективність популяції
Ефективність популяції — відношення кількості асимільованої їжі до кількості їжі, використовуваної на приріст біомаси популяції. В нинішній час ця концепція розуміється значно ширше